# Dongcheng
Dongcheng (en chino simplificado, 东城区; pinyin, Dōngchéng qū, lit: ciudad del este) es uno de los 16 distritos de la ciudad de Pekín, República Popular China. Localizado al sur de la ciudad, tiene una superficie de 40.7 kilómetros cuadrados y una población de 865.000.
Este distrito fue construido en 1958.

## Administración
El distrito de Dongcheng se divide en 18 pueblos que se administran en 17 subdistritos.
- Subdistrito Āndìngmén 安定门街道
- Subdistrito jiāodàokǒu 交道口街道
- Subdistrito běixīnqiáo 北新桥街道
- Subdistrito cháoyángmén 朝阳门街道
- Subdistrito dōnghuámén 东华门街道
- Subdistrito dōngsì 东四街道
- Subdistrito dōngzhímén 东直门街道
- Subdistrito hépínglǐ 和平里街道
- Subdistrito jiànguómén 建国门街道
- Subdistrito Jǐngshān 景山街道
- Subdistrito Qiánmén 前门街道
- Subdistrito chóngwén ménwài 崇文门外街道
- Subdistrito dōng huāshì 东花市街道
- Subdistrito tiāntán  天坛街道
- Subdistrito tǐyùguǎn lù 体育馆路街道
- Subdistrito lóngtán 龙潭街道
- Subdistrito yǒngdìng ménwài 永定门外街道

## Sitios de interés
- Puerta de Tian'anmen
- Ciudad Prohibida
- Templo del Cielo
- Templo de Yonghe